# (372) Palma
(372) Palma es un asteroide perteneciente al cinturón de asteroides descubierto el 19 de agosto de 1893 por Auguste Honoré Charlois desde el observatorio de Niza, Francia.
Está posiblemente nombrado por Palma de Mallorca, una ciudad de España.